# Дженкинстаун
Дженкинстаун (англ. Jenkinstown; ирл. Baile Sheinicín) — деревня в Ирландии, находится в графстве Лаут (провинция Ленстер).

## Демография
Население — 237 человек (по переписи 2006 года). В 2002 году население составляло 263 человек. 
Данные переписи 2006 года:
| Общие демографические показатели |               |                               |                               |      |      |
| Всё население                    | Всё население | Изменения населения 2002—2006 | Изменения населения 2002—2006 | 2006 | 2006 |
| 2002                             | 2006          | чел.                          | %                             | муж. | жен. |
| 263                              | 237           | -26                           | -9,9                          | 123  | 114  |